# Iglesia de San Salvador (Priesca)
La iglesia de San Salvador se encuentra en la localidad de Priesca, al noreste del concejo de Villaviciosa (Principado de Asturias, España). Constituye uno de los ejemplares de la arquitectura prerrománica asturiana algo tardía. Fue declarada Monumento Nacional el 5 de febrero de 1913.
En 2015, en la aprobación por la Unesco de la ampliación del Camino de Santiago en España a «Caminos de Santiago de Compostela: Camino francés y Caminos del Norte de España», fue incluida como uno de los bienes individuales (n.º ref. 669bis-013) del camino costero.

## Historia

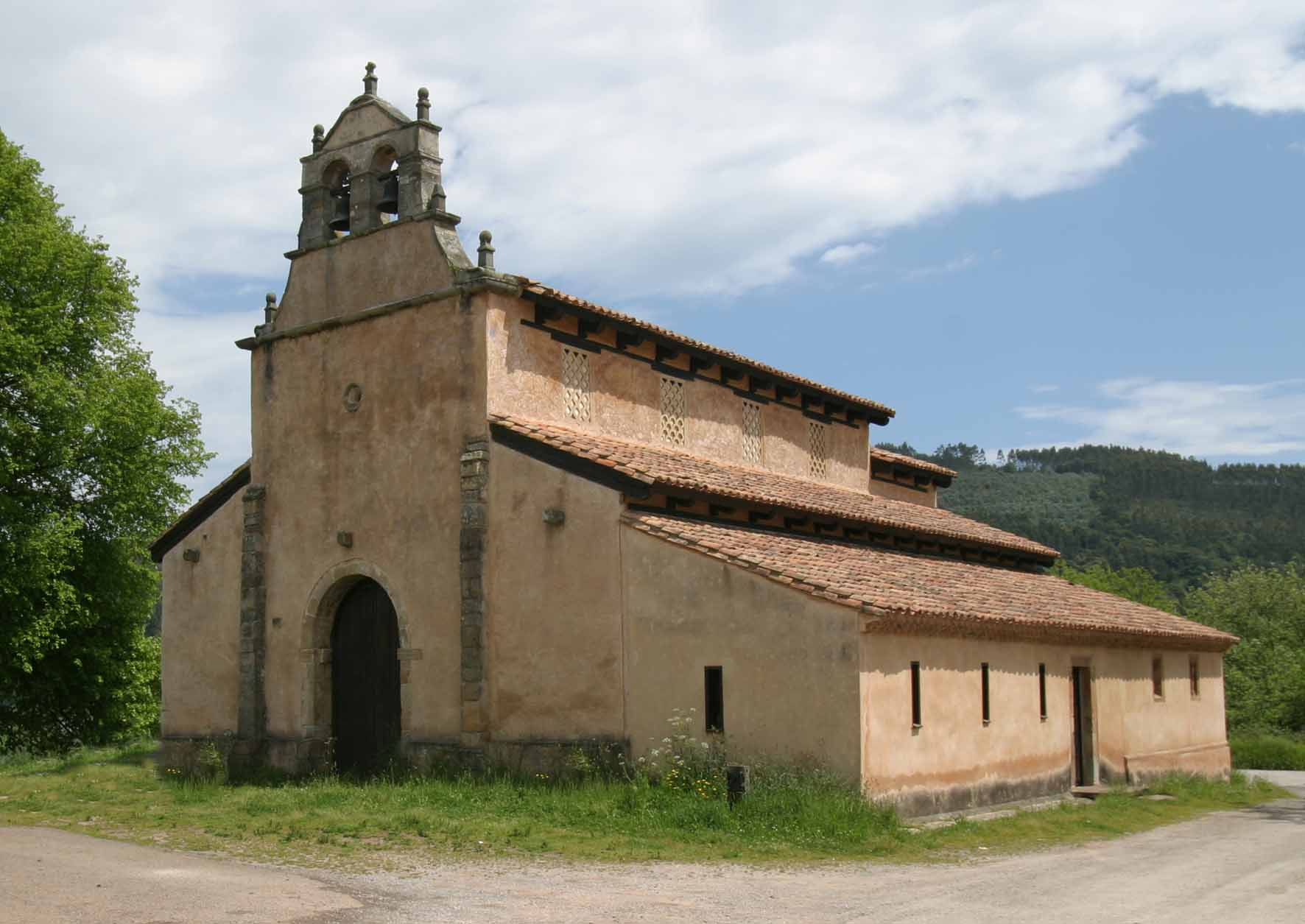
Fachada suroeste

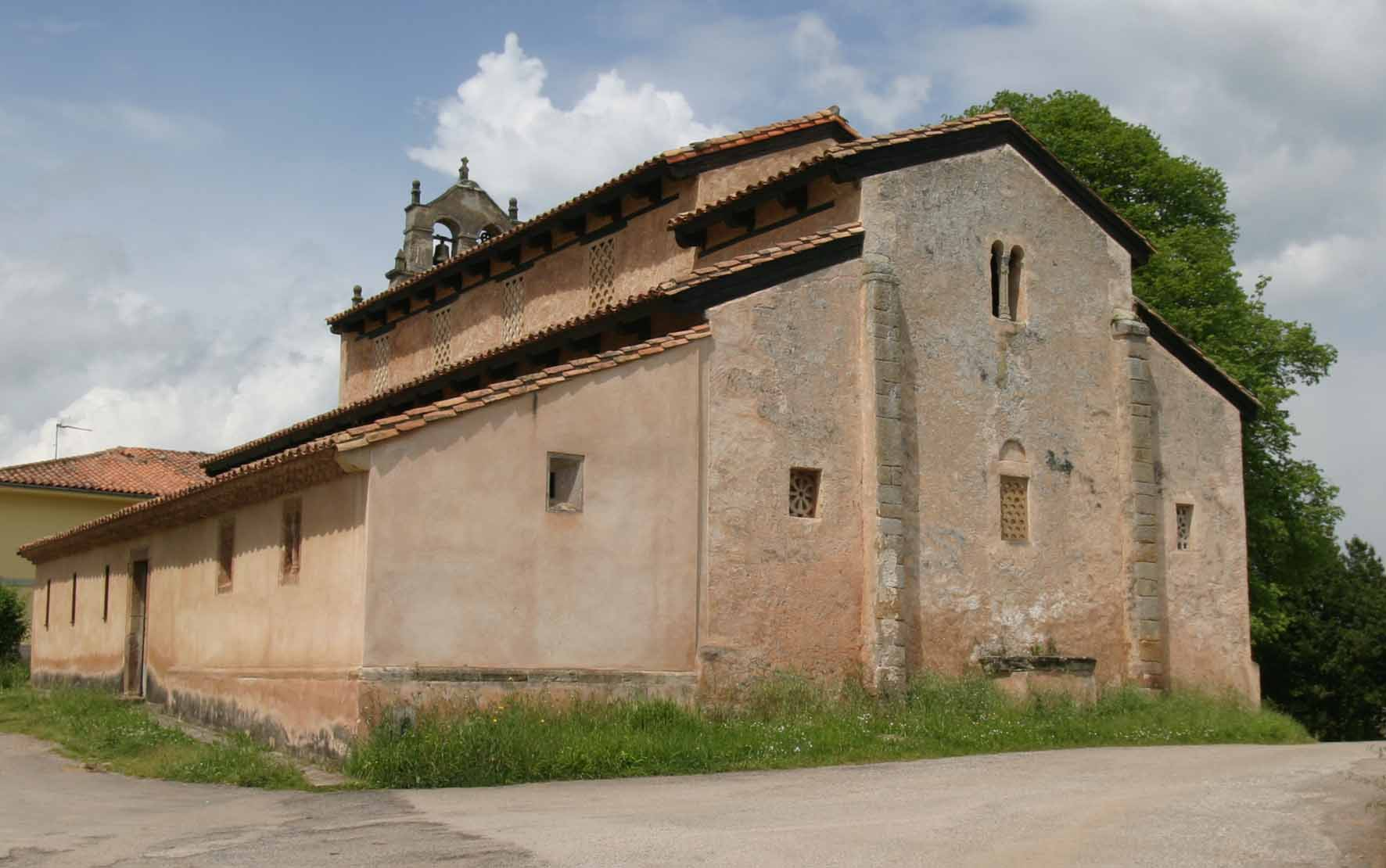
Fachada sureste.

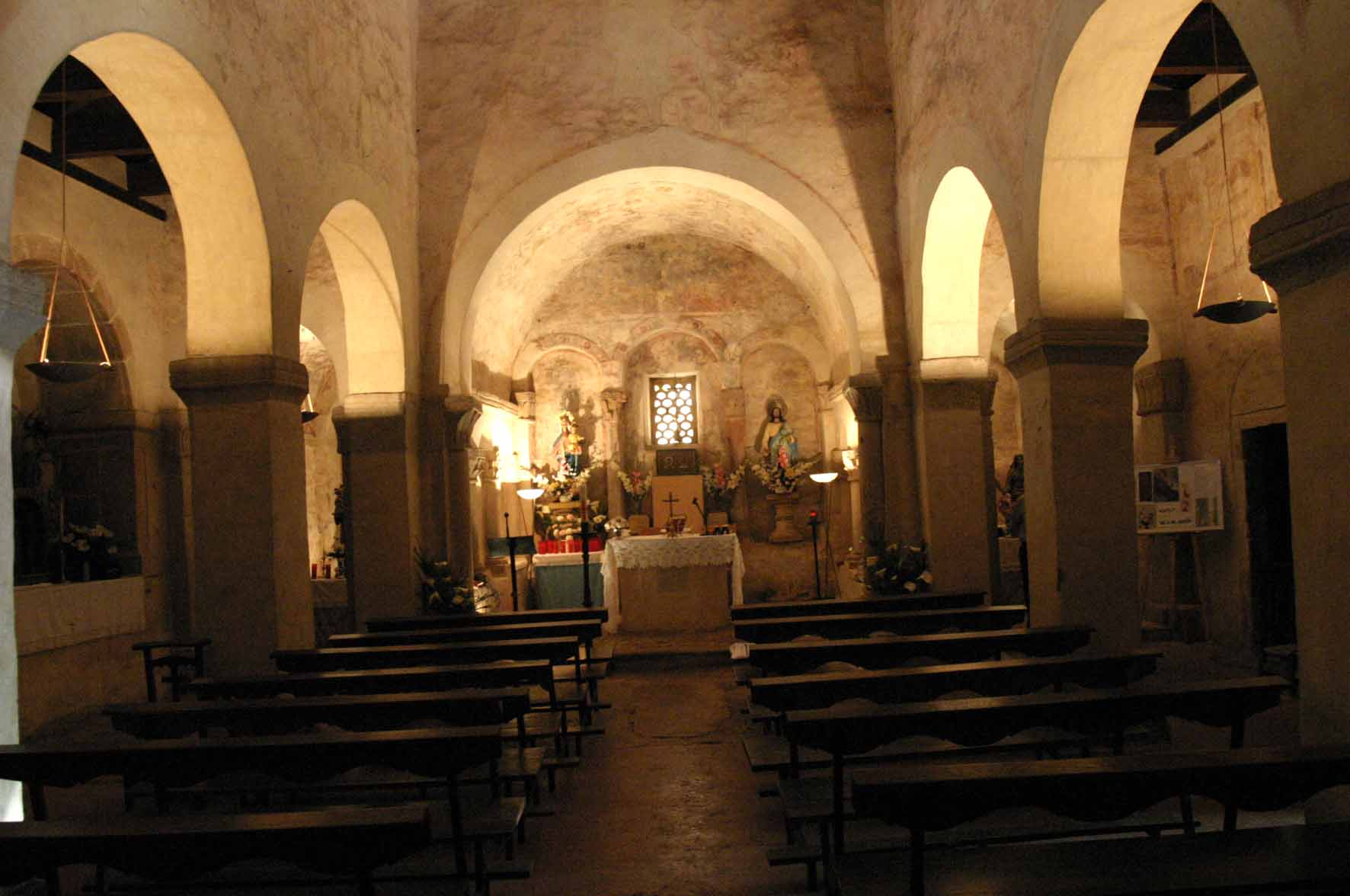
Interior.

Conocemos su fecha de construcción gracias a una inscripción de una lápida la cual se encuentra ubicada en la parte superior de la pilastra sur en la parte de la Epístola y en frente de la capilla mayor. El texto informa de que el templo había sido consagrado en la era DCCCCLª VIIIIª, que indica que fue consagrada el 24 de septiembre del 921. Es, pues, algo posterior al de San Salvador de Valdediós con el que le unen diversas afinidades, perteneciendo al reinado de Fruela II de Asturias (910-925). Sus altares estaban dedicados al Salvador, San Juan Bautista y Santiago. 
No todo lo que hoy se puede ver es original: en época no determinada se añadió una sacristía a la nave meridional y luego un pórtico cerrado que se prolongó por todo el lado sur de esta nave. Por otro lado, el incendio que sufrió durante la guerra civil española y las dos restauraciones de que ha sido objeto durante el siglo pasado, aunque no hayan supuesto alteraciones formales, sí han causado la sustitución de elementos primitivos por otros modernos.

## Descripción arquitectónica
Posee planta basilical de tres naves, siendo la central de anchura doble que la de las laterales y de mayor altura. Las tres van rematadas por sendas capillas absidiales en su testero oriental, mientras que en el occidental se dispone un pórtico tripartito en el que se abre una portada de arco de medio punto. Están constituidas por tres tramos de arcos de medio punto, los cuales se apoyan en capiteles in posta descargando en pilares exentos de sección cuadrada hechos de sillarejo. Las naves se cubren mediante tejado a dos aguas sobre armaduras de madera, mientras que las capillas se cierran con bóvedas de cañón. A oriente se abre la cabecera tripartita es decir a la capilla mayor se le anexan dos absidiolos. Los tres ábsides tienen configuración rectangular y están cubiertos con bóvedas de cañón. En el vestíbulo situado al oeste se ubica la tribuna; originariamente este tramo de entrada solo estaba comunicado con la nave central por una puerta adintelada, actualmente ha sido sustituida por un arco de medio punto.
Al exterior, los muros se articulan con sillería que descansan sobre un zócalo corrido, destacando el uso del hormigón romano, muy propio de la arquitectura asturiana. Como es habitual en las basílicas asturianas, posee al exterior cinco puertas que dan tanto a las naves laterales, como a la central.
Los huecos practicados en la fábrica para la iluminación interior se basan en, cinco vanos en la pared norte de la nave central y cuatro en la sur. Dentro de las celosías, solo se conserva la que se situaba en la capilla septentrional de la cabecera, decorada con una roseta central de ocho lóbulos calados. También se conserva, el vano de menor medida de la habitación lateral sur, hoy insertada en el muro de la sacristía.  Finalmente, la cámara ciega supra absidial, contiene un vano doble, con parteluz central de pilar y con arquillos de ladrillo.
Los muros interiores de la capilla central, se decoran con arcos ciegos de medio punto sustentados por columnas entregas sobre las que se disponen capiteles corintios similares a los del arco triunfal. 
Otro elemento decorativo es el que forman las pinturas al fresco de las que aún persisten suficientes vestigios en los muros y bóvedas interiores como para forjarse una idea de cuál debió ser su aspecto original. En la nave central, en dirección sur, se puede observar que la superficie estuvo dividida siguiendo esquemas rectangulares, en donde en uno se aprecia representación del frente de un palacio y en otro lado un personaje mirando hacia la derecha. Mientras que en la nave lateral sur, se representan seis edificios que se contraponen con los frescos de la bóveda de la capilla norte, consistentes en motivos tradicionales de casetones hexagonales y rectangulares, similares a su vez con los que se encuentran en las capillas de la cabecera, que se tratan de casetones de círculos y cuadrifolias. En menor medida, se observan en las capillas menores, arquerías ciegas fingidas. En los tímpanos sobre los vanos de las capillas central y meridional hay restos de cruces con los típicos Α- Ω, colgantes. Por último, a ambos lados de la  cruz de la capilla central, se observan dos círculos que recuerdan a representaciones astrales. En general, estos frescos recuerdan a los temas pictóricos encontrados en Santullano.
Al igual que los elementos pictóricos, este edificio también posee una clara representación escultórica a través de la labra de dichos motivos en las arquerías murales siguiendo el modelo de Salvador de Valdediós. Llama la atención la ausencia de decoración de influencia andalusí, existiendo la hipótesis de que esto se debió a una reacción tradicionalista frente a la innovación foránea.